# Lusby
Lusby – wieś w Anglii, w Lincolnshire. Leży 36.2 km od Lincoln i 185.9 km od Londynu.
W 1961 roku civil parish liczyła 68 mieszkańców. Lusby jest wspomniana w Domesday Book (1086) jako Luzebi.